# جسر مايدنهيد
جسر مايدنهيد (بالإنجليزية: Maidenhead Bridge)‏ هو جسر يقع في إنجلترا، ومدرج من الدرجة الأولى، يحمل الطريق A4 فوق نهر التيمز بين مايدنهيد، بيركشاير وتابلو، باكينغهامشير. ويعبر نهر التيمز في المنطقة فوق قفل براي، على بعد نصف ميل تحت قفل بولتر.

## التاريخ
بُني الجسر الأول من الخشب في عام 1280 في ما كان حينها قرية صغيرة تسمى ساوث إلينجتون. حُوّل طريق الغرب العظيم المؤدي إلى ريدينغ وغلوستر وبريستول فوق الجسر الجديد - قبل أن يظل على الضفة الشمالية ويعبر نهر التايمز عن طريق فورد في كوكهام ،ونشأ ميدنهيد في العصور الوسطى حوله. في غضون بضع سنوات تم بناء مرسى بجوار الجسر وتم التخلي عن اسم ساوث إلينجتون مع تسمية المنطقة بميدنهايث (وتعني حرفياً "المرسى الجديد"). أقدم سجل لهذا التغيير في الاسم يعود إلى سجلات محكمة براي لعام 1296.
في عام 1335 تم منح رسم جديد لمدة ثلاث سنوات لـ "البلفيس والرجال الأمناء في ميدنهايث" على البضائع التي تمر تحت أو فوق الجسر.
قرنٌ واحد فقط بعد ذلك، كان الجسر قد تدهور من جديد، وخلال عهد الملك هنري السادس، كان في حالة غير آمنة لدرجة أن معظم المسافرين يفضلون عبور النهر باستخدام العبَّارة. منذ أن بُني الجسر للمرة الأولى، كان يحتوي على مَغارة وكنيسة مُلحَقة حتى يتسنى للمسافرين الصلاة من أجل مرور آمن فوق الجسر أو لتقديم الشكر على العبور الآمن. كانت هناك كنيسة أخرى في المدينة أعطت اسمها لنقابة القديس أندرو والقديسة ماري مجدلين التي تأسست في عام 1452 لإصلاح الجسر والمحافظة على الكنيسة التي أُطلق عليها اسمها. كانت النقابة تفرض رسوم عبور على الجسر، وعلى الرغم من حلها من قِبَل إدوارد السادس أثناء الإصلاح في عام 1547، إلا أنها تم استعادتها في عام 1581 عندما منحت الملكة إليزابيث الأولى لمايدنهيد ميثاق الاستشهاد وتم نقل واجبات صيانة الجسر للشركة الجديدة التي استخدمت حارسًا واحدًا، واثنين من رؤساء الجسر وثمانية من السكان المكلفين بصيانة الجسر وجمع الرسوم. لم يُسمح للشركة على وجه التحديد بإعادة بناء الكنيسة ولكن سُمح لها بفرض رسوم وإقامة سوق أسبوعي ومعرضين سنويين. تم تجديد الميثاق من قبل جيمس الأول الذي أضاف معرض أربعاء البيض والحق في أخذ ثلاث أشجار بلوط سنويًا من غابة براي الملكية.
خلال فترة الحرب الأهلية، تهتك الجسر مرة أخرى. أبلغ إدوارد مونتاجو، الإيرل الثاني لمانشستر، قائد القوات البرلمانية في 25 سبتمبر 1644 أن جيشه كان "مضطرًا للانتظار في أوكسبريدج لأن جسر ميدنهايد مكسور". اشترى العقيد ويتكوت، القائد البرلماني في ميدنهايد، سبعة أشجار بلوط لإصلاح الجسر، لكن بحلول عام 1660 كان مرة أخرى في حالة خطرة.
طلب حراس الجسر من الملك المستعاد - تشارلز الثاني - في عام 1672، لكنهم اضطروا للانتظار حتى عام 1679 حتى صدرت موافقة لاستخدام 20 شجرة بلوط. عند تولي جيمس الثاني للعرش، أُستعيدت جميع الإمتيازات التي منحها جيمس الأول، وعُين الحارس الأقدم للجسر رئيسًا للبلدية. عندما هبط وليم أورانج في عام 1688، اتبعت المدينة، التي كانت لا تزال موالية لجيمس، أمر الملك وقامت بكسر الجسر لمنع ويليام من عبوره، ومع ذلك كانت جهودهم سطحية وكان بإمكان جيش ويليام أن يعبره بعد عدة أيام فقط.
على الرغم من أن استعادة جيمس للامتيازات شملت الحصة السنوية من الأشجار البلوط، إلا أن الشركة اشتكت في عام 1714 إلى الخزانة حول سوء جودة الأشجار. كما ادعت الشركة أن إيرادات الجسر تأثرت سلبًا بفتح جسر مجاني من داتشت، لكن طلبها للتعويض تم رفضه. مرت ثمانية عشر عامًا إضافية قبل أن تمنح الخزانة ترخيصًا لاستخدام 23 شجرة بلوط.

## الهيكل الحالي
في عام 1750، كان الجسر مرة أخرى في حالة من الإهمال، وتم منح عقد لـ "أعمال كبيرة" للسيد ستيف ليدبيتر من إيتون. تقدر التكلفة بمبلغ 600 جنيه إسترليني، وكانت التكلفة الفعلية على الفاتورة النهائية 794 جنيهًا إسترلينيًا و9 شلنات و2 بنس.   . دفع هذا الشركة إلى النظر في التكلفة المستمرة الكبيرة لصيانة الهيكل القديم وتم اتخاذ القرار لبناء جسر جديد تمامًا.
تم تقديم تصميمين. اقترح السيد فولر وايت هيكلًا خشبيًا، بينما اقترح روبرت تايلور جسرًا من الحجر الجيري بثلاثة عشر قوسًا. أعجبت الشركة بتصميم تايلور ولكنها طالبت بتخفيض التكلفة الأصلية المقدرة بمبلغ 25,000 جنيه إسترليني (ما يعادل 3.49 مليون جنيه إسترليني اليوم). لذلك، قام تايلور بتعديل التصميم حتى أصبحت الأقواس الواقعة فوق النهر مصنوعة من الحجر الجيري البورتلاندي، بينما الباقي مصنوع من الطوب.
تم تفويض إعادة البناء بموجب قانون صادر عن البرلمان في عام 1771، وتم بناء تصميم تايلور بواسطة جون تاونسند من أكسفورد (باني جسر سوينفورد) بتكلفة إجمالية قدرها 19,000 جنيه إسترليني.  تتأجلت أعمال البناء حتى تم بناء ميناء مؤقت، وُضع حجر الأساس من قبل عمدة ميدنهايد في 19 أكتوبر 1772. بعد تأخيرات نجمت عن تجمد الجليد والصقيع والفيضان، أُنتهي من القوس الوسطي في عام 1775. تم الانتهاء من الجسر الجديد وأُفتُتِح أخيرًا لحركة المرور في عام 1777. 

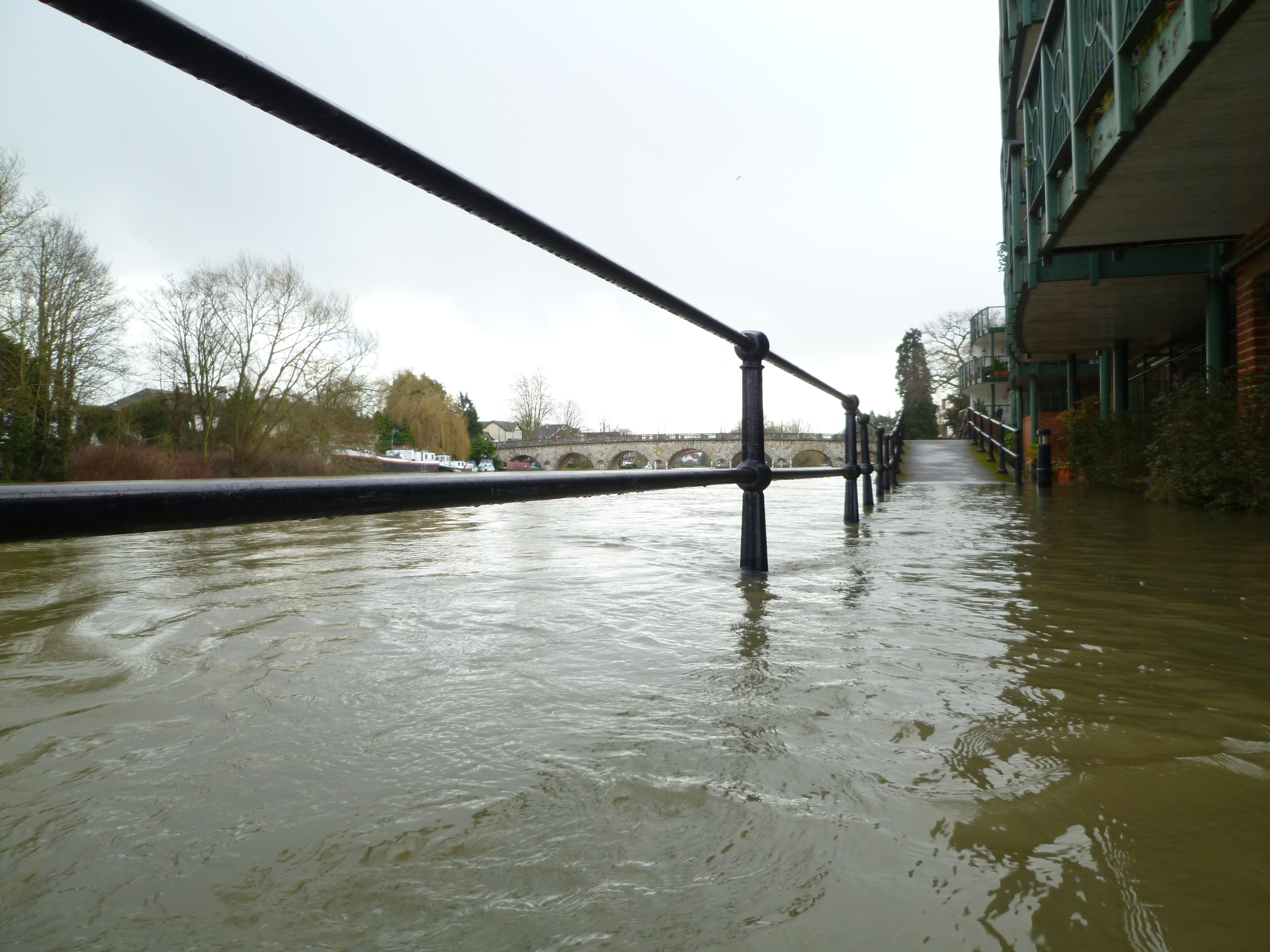
الفيضانات في جسر ميدنهيد، فبراير 2014.

في عام 1966، سجل نيكولاوس بيفسنر الجسر في كتابه "مباني بيركشاير". 

## الرسوم
طوال تاريخه، اعتبرت أجور عبور جسر ميدنهايد مرتفعة وكانت موضوع قلق. في عام 1337، كانت رسوم عبور قارب محمل أو عربة محملة تبلغ 1 بنس قديم (ما يعادل 10 جنيهات إسترلينية اليوم). في الثلاثينات من القرن التاسع عشر، تم تسجيل أن الجسر كان يجمع 1,245 جنيهًا إسترلينيًا سنويًا من الرسوم. ظل الجسر مفتوحًا للرسوم حتى عام 1903، بعد أن قام رجل من إيتون يُدعى جوزيف تايلور، الذي قام بتحدي قانوني ناجح ضد الرسوم المفروضة على جسر ويندسور، بتقديم عريضة إلى مفوضي الأعمال الخيرية في عام 1902 مفادها أن هذه الرسوم غير قانونية لأن الأموال التي جُمعت وأُستخدمت من قبل بلدية ميدنهايد لأغراض أخرى غير صيانة الجسر - وهو أمر أعترف به بحرية من قبل أمين البلدية. ووافقت لجنة الأعمال الخيرية على أن الرسوم غير قانونية وصدر قانون في عام 1903 ينص على أن يتوقف تحصيل الرسوم بعد 31 أكتوبر 1903. تجمعت حشود كبيرة عند الجسر، وفي لحظات بداية الأول من نوفمبر 1903 قاموا بإزالة بوابات الرسوم ورموها في نهر التايمز.
في عام 1843، قاضت بلدية ميدنهايد كمالكة لجسر الرسوم الطريقي الشاهدة ضد شركة السكك الحديدية الغربية الكبرى للحصول على التعويض القانوني القصوى البالغ 2,500 جنيه إسترليني عن فقدان الرسوم نتيجةً لبناء الخط الرئيسي من لندن إلى بريستول الذي أقل مرور المركبات عن الجسر. قامت السكك الحديدية الغربية الكبرى بالدفاع عن الادعاء بأسباب مشكوك فيها بأنها بنت محطتها النهائية في لندن في بادينغتون، وليس في يوستون كما تم التصريح به في قانون تأسيسها الذي يحتوي على أحكام التعويض، ولكنها دفعت المبلغ بالكامل قبل المحاكمة وفي نفس الوقت تجنبت دفع الفوائد والتكاليف بناءً على تقنية قانونية.

## المعرض
في عام 2007، كان الجسر موضوعًا لمعرض خاص بمناسبة مرور 230 عامًا على تأسيسه في مركز ميدنهيد للتراث. 